# Lac de Laanecoorie
Le lac de Laanecoorie (en anglais : Laanecoorie Weir ou Laanecoorie Reservoir) est un lac-réservoir australien créé pour l'irrigation sur la Loddon River, dans l'État de Victoria. Il se trouve près des localités de Laanecoorie (en) et Eddington (en).

## Histoire
Le barrage a été construit par l'ingénieur Andrew O'Keefe (en) († 1904) avec Joshua Thomas Noble Anderson (en). Il s'agissait du second projet d'irrigation de l'État après le Barrage de Goulburn (en) sur la Goulburn. La construction a commencé en 1889 et duré 3 ans. Les plus grandes vannes de sortie de l'État, construites par l'United Iron Work d'Abraham Roberts, ont été mises en place en 1891.
La grande inondation de 1909 (en) a brisé la digue, relâchant 18,3 millions de m3 d'eau et causant de graves dommages dans toutes les localités en aval,. Le premier pont de Laanecoorie (en), construit sur la Loddon en 1870, a notamment été détruit en même temps que la digue. Le fameux général John Monash a conçu et fait construire un nouveau pont à poutres en béton armé qui est encore debout aujourd'hui.
La capacité actuelle du lac de Laanecoorie est d'environ 7,77 millions de m3, son envasement depuis sa construction l'ayant réduite d'environ 12 millions de m3. Il alimente en eau les petites localités de Tarnagulla (en), Dunolly et Laanecoorie (en).